# Мюр-де-Баррез
Мюр-де-Барре́з (фр. Mur-de-Barrez) — муніципалітет у Франції, у регіоні Окситанія, департамент Аверон. Населення — 689 осіб (01.01.2021).
Муніципалітет розташований на відстані близько 450 км на південь від Парижа, 170 км на північний схід від Тулузи, 60 км на північ від Родеза.

## Історія
До 2015 року муніципалітет перебував у складі регіону Південь-Піренеї. Від 1 січня 2016 року належить до нового об'єднаного регіону Окситанія.

## Демографія
Динаміка населення (INSEE ):
Розподіл населення за віком та статтю (2006):
| Стать | Всього | До 15 років | 15-24 | 25-44 | 45-64 | 65-85 | Понад 85 |
| --- | ------ | ----------- | ----- | ----- | ----- | ----- | -------- |
| Чоловіки | 342    | 36          | 32    | 70    | 74    | 122   | 8        |
| Жінки | 477    | 51          | 24    | 83    | 82    | 185   | 52       |
| \| Статево-вікова піраміда \| Статево-вікова піраміда \| Статево-вікова піраміда \| \| ----------------------- \| ----------------------- \| ----------------------- \| \| Чоловіки \| Вік \| Жінки \| \| 8 \| 85 + \| 52 \| \| 31 \| 80-84 \| 47 \| \| 20 \| 75-79 \| 55 \| \| 51 \| 70-74 \| 67 \| \| 20 \| 65-69 \| 16 \| \| 27 \| 60-64 \| 31 \| \| 16 \| 55-59 \| 23 \| \| 4 \| 50-54 \| 12 \| \| 27 \| 45-49 \| 16 \| \| 12 \| 40-44 \| 31 \| \| 27 \| 35-39 \| 20 \| \| 8 \| 30-34 \| 16 \| \| 23 \| 25-29 \| 16 \| \| 16 \| 20-24 \| 16 \| \| 16 \| 15-20 \| 8 \| \| 8 \| 10-14 \| 31 \| \| 8 \| 5-9 \| 8 \| \| 20 \| 0-4 \| 12 \| |        |             |       |       |       |       |          |
| Статево-вікова піраміда |        |             |       |       |       |       |          |
| Чоловіки | Вік    | Жінки       |       |       |       |       |          |
| 8 | 85 +   | 52          |       |       |       |       |          |
| 31 | 80-84  | 47          |       |       |       |       |          |
| 20 | 75-79  | 55          |       |       |       |       |          |
| 51 | 70-74  | 67          |       |       |       |       |          |
| 20 | 65-69  | 16          |       |       |       |       |          |
| 27 | 60-64  | 31          |       |       |       |       |          |
| 16 | 55-59  | 23          |       |       |       |       |          |
| 4 | 50-54  | 12          |       |       |       |       |          |
| 27 | 45-49  | 16          |       |       |       |       |          |
| 12 | 40-44  | 31          |       |       |       |       |          |
| 27 | 35-39  | 20          |       |       |       |       |          |
| 8 | 30-34  | 16          |       |       |       |       |          |
| 23 | 25-29  | 16          |       |       |       |       |          |
| 16 | 20-24  | 16          |       |       |       |       |          |
| 16 | 15-20  | 8           |       |       |       |       |          |
| 8 | 10-14  | 31          |       |       |       |       |          |
| 8 | 5-9    | 8           |       |       |       |       |          |
| 20 | 0-4    | 12          |       |       |       |       |          |

## Економіка
2010 року серед 408 осіб працездатного віку (15—64 років) 309 були активними, 99 — неактивними (показник активності 75,7%, у 1999 році було 65,4%). З 309 активних мешканців працювало 279 осіб (156 чоловіків та 123 жінки), безробітними було 30 (10 чоловіків та 20 жінок). Серед 99 неактивних 22 особи були учнями чи студентами, 41 — пенсіонерами, 36 були неактивними з інших причин.

У 2010 році у муніципалітеті числилось 343 оподатковані домогосподарства, у яких проживали 656,0 особи, медіана доходів виносила 15 873 євро на одного особоспоживача.

## Галерея зображень

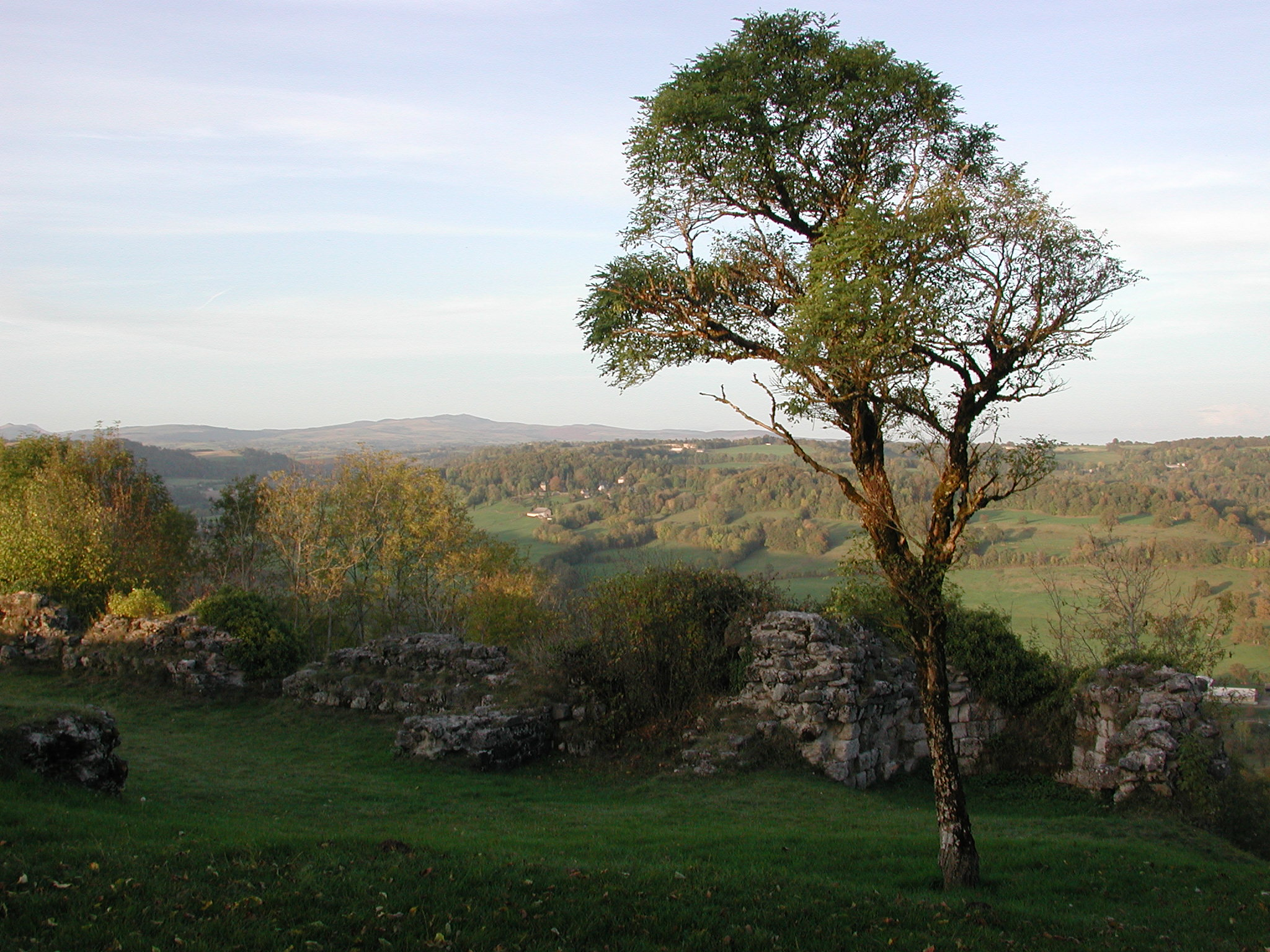
Руїни фортеці.
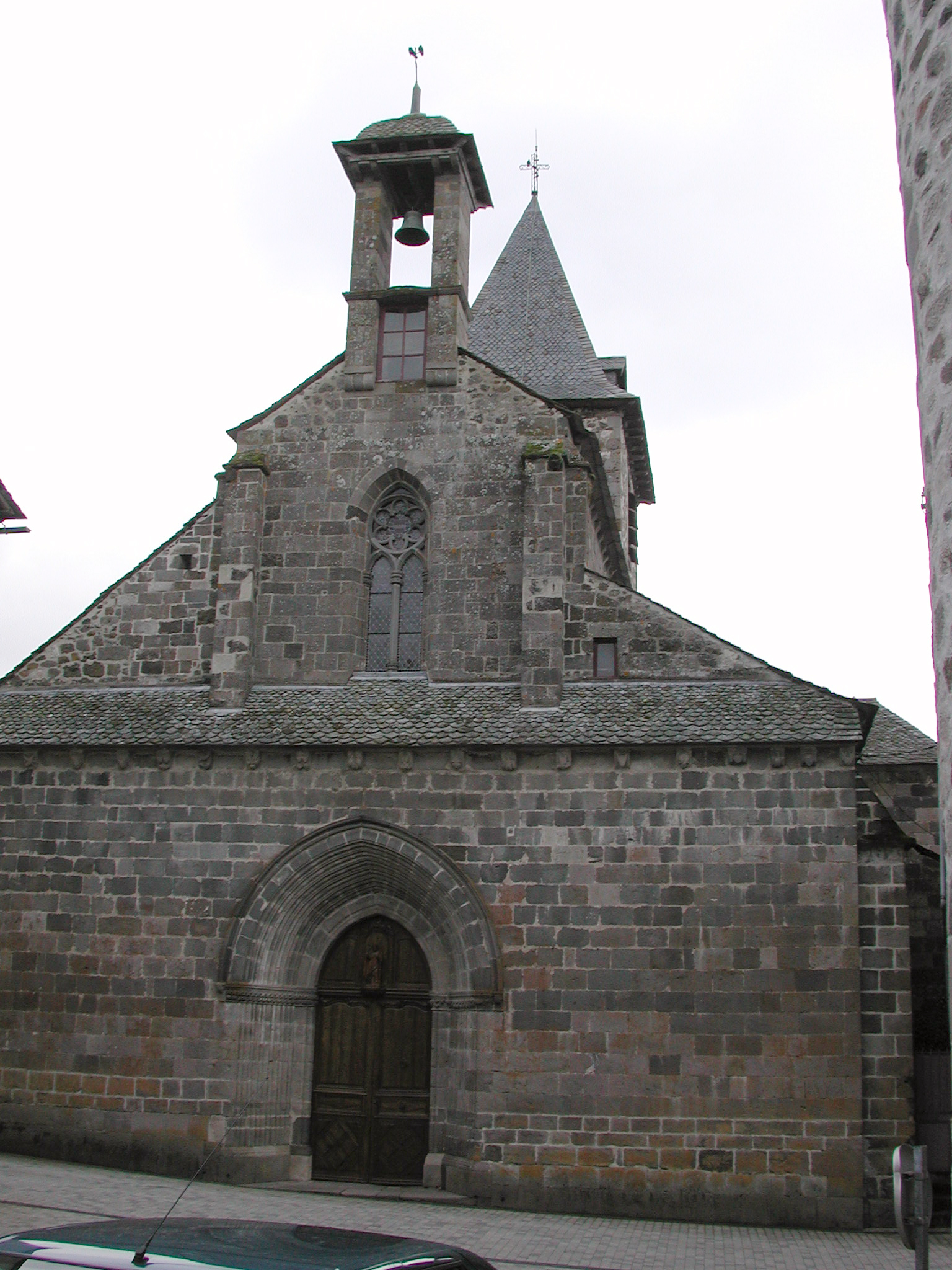
Церква Святого Хоми Кентерберійського.
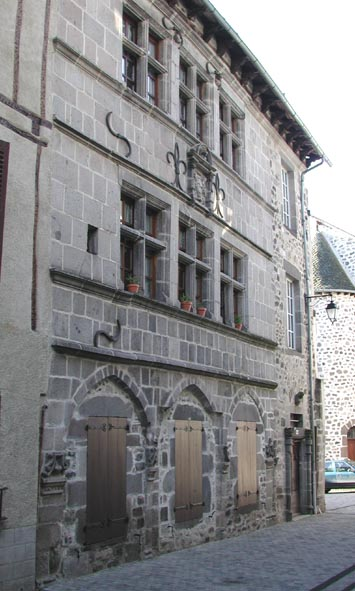
Ренесансний будинок
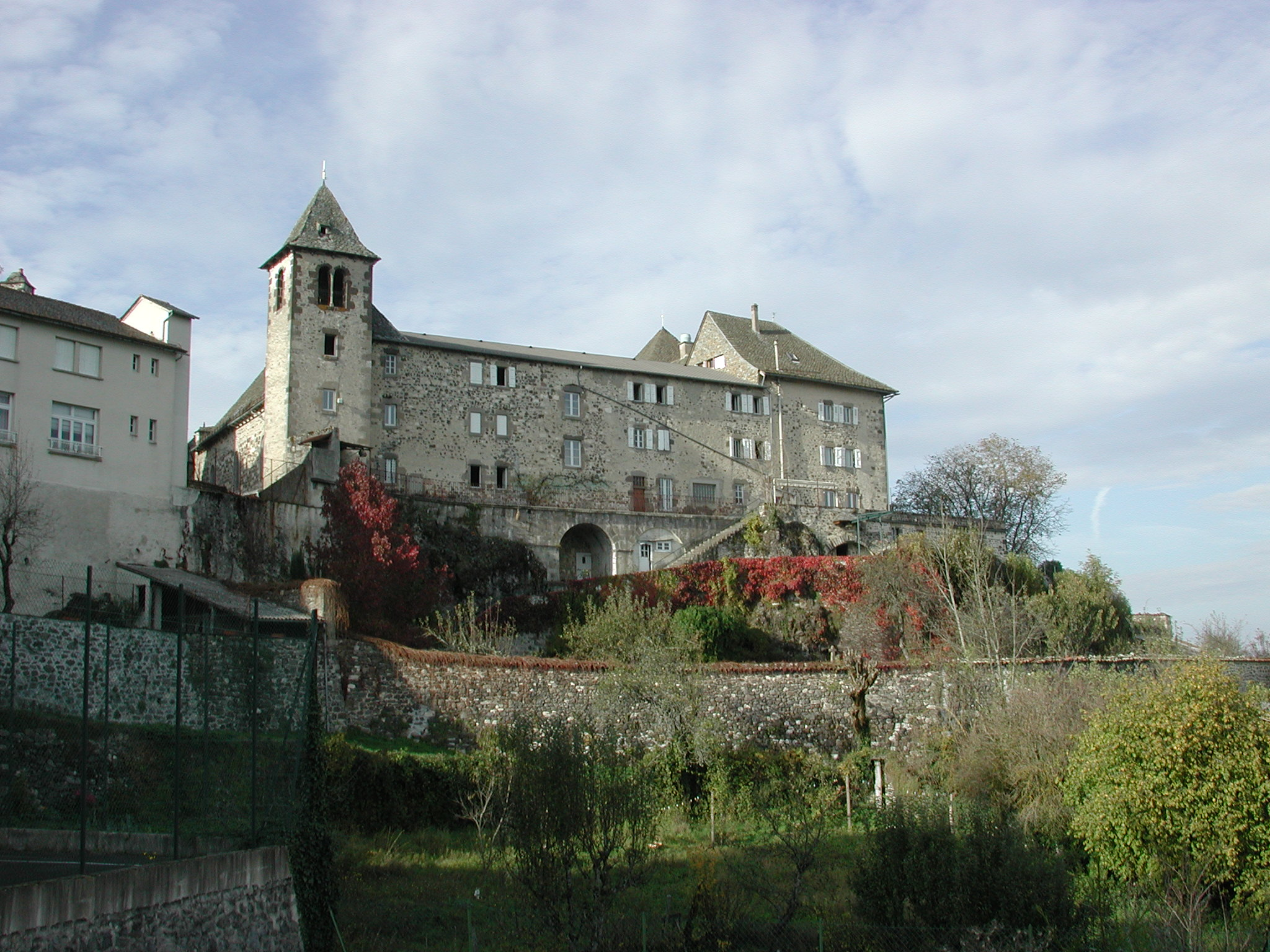
Монастир Сен-Клер. * Сайт монастиря. [Архівовано 3 квітня 2009 у Wayback Machine.]